# Río Bolshaya Jeta
El río Bolshaya Jeta (en ruso, Большая Хета) es un río asiático del norte de Siberia, un afluente del curso inferior del río Yeniséi. Su longitud total es 646 km y su cuenca drena una superficie de 20.700 km² (igual que la de Israel).
Administrativamente, el río discurre por el krai de Krasnoyarsk de la Federación de Rusia.

## Geografía
El río Bolshaya Jeta nace en unas modestas colinas del extremo norte de la llanura de Siberia Occidental, al norte del círculo polar ártico. El río discurre primero en dirección sur, pero al poco describe una amplia curva y se encamina hacia el norte por una zona predominantemente llana y pantanosa, rica en lagos (más de 6000 en su cuenca). Desemboca en el río Yeniséi por la izquierda, a pocos kilómetros de la desembocadura, ya en la golfo al que le da nombre, golfo del Yeniséi.
El río corre a través de una región sombría y remota, muy poco habitada, de modo que en su viaje no encuentra ningún centro urbano y solamente hay algunos pequeños asentamientos que se construyen sobre el suelo de permafrost. No hay vegetación, excepto musgos, líquenes y algunas hierbas.
Al igual que todos los ríos siberianos, sufre largos períodos de heladas (siete meses al año, desde octubre a finales de mayo o principios de junio) y amplias extensiones de suelo permanecen permanentemente congeladas en profundidad. Al llegar la época del deshielo, como se deshielan primero las zonas más al sur, el río inunda amplias zonas próximas a las riberas.
El río es navegable durante casi 270 km río arriba desde la desembocadura.